# ごんじゅう
ごんじゅうは千葉県館山市の郷土料理。豚バラ肉、油揚げ、鰹節を甘辛く煮て飯に混ぜ、それで作ったおにぎりである。
古来より、旧暦10月は、全国八百万の神々が出雲の国に集まる月とされており、神無月と呼ばれる。安房国から出雲へお参りに行く人々の旅の安全を祈り、出発時に食べたのが「ごんじゅう」だと言われている。
現在では、お祭りの際に御輿を担ぐ若衆に振る舞われている。担ぎ手は体力を使うため、味付けは濃いめにされており、御輿を担ぎながら片手で食べられるようにおにぎりになっている。
また、日常食としても食されている。
館山市の鶴谷八幡宮の秋祭りとして開催される「やわたんまち」は千年以上続けられている安房地方を代表する祭りで、残暑も厳しい9月に開催される。その御輿担ぎの人々に振舞われるごんじゅうは、十分に火を通した具を飯に混ぜるため、食中毒予防にもなっているとされる。
名称の由来は、おにぎりを両手で作ることから、片手の5本の指が2つで10本の指から「ごんじゅう」と呼ばれるようになったとされる。